# Conquête espagnole de la Navarre
 (février 2021).
La mise en forme du texte ne suit pas les recommandations de Wikipédia : il faut le « wikifier ».
Les points d'amélioration suivants sont les cas les plus fréquents :
- Les titres sont pré-formatés par le logiciel. Ils ne sont ni en capitales, ni en gras.
- Le texte ne doit pas être écrit en capitales (les noms de famille non plus), ni en gras, ni en italique, ni en « petit »…
- Le gras n'est utilisé que pour surligner le titre de l'article dans l'introduction, une seule fois.
- L'italique est rarement utilisé : mots en langue étrangère, titres d'œuvres, noms de bateaux, etc.
- Les citations ne sont pas en italique mais en corps de texte normal. Elles sont entourées par des guillemets français : « et ».
- Les listes à puces sont à éviter, des paragraphes rédigés étant largement préférés. Les tableaux sont à réserver à la présentation de données structurées (résultats, etc.).
- Les appels de note de bas de page (petits chiffres en exposant, introduits par l'outil «  Source ») sont à placer entre la fin de phrase et le point final[comme ça].
- Les liens internes (vers d'autres articles de Wikipédia) sont à choisir avec parcimonie. Créez des liens vers des articles approfondissant le sujet. Les termes génériques sans rapport avec le sujet sont à éviter, ainsi que les répétitions de liens vers un même terme.
- Les liens externes sont à placer uniquement dans une section « Liens externes », à la fin de l'article. Ces liens sont à choisir avec parcimonie suivant les règles définies. Si un lien sert de source à l'article, son insertion dans le texte est à faire par les notes de bas de page.
- La présentation des références doit suivre les conventions bibliographiques. Il est recommandé d'utiliser les modèles {{Ouvrage}}, {{Chapitre}}, {{Article}}, {{Lien web}} et/ou {{Bibliographie}}. Le mode d'édition visuel peut mettre en forme automatiquement les références.
- Insérer une infobox (cadre d'informations à droite) n'est pas obligatoire pour parachever la mise en page.

Pour une aide détaillée, merci de consulter Aide:Wikification.
Si vous pensez que ces points ont été résolus, vous pouvez retirer ce bandeau et améliorer la mise en forme d'un autre article.
- Territoire navarrais perdu depuis 1463
- Territoire navarrais définitivement perdu en 1529
- Territoire navarrais resté indépendant en 1529
- Principaux fiefs de la maison de Foix
- Principaux fiefs de la maison d'Albret

Batailles
Pampelune (1521), Noain (1521), San Marcial (1522), Amaiur (1522)
Au début du XVIe siècle, la maison Foix-Béarn-Albret détient le comté de Foix, la vicomté de Béarn et de nombreux autres fiefs en Gascogne, du côté nord des Pyrénées, ainsi que le royaume de Navarre avec la majeure partie (Haute-Navarre) du côté sud des Pyrénées, et la Basse-Navarre au nord. Cette situation transpyrénéenne s'avère inconfortable, car chacun des deux puissants voisins (le royaume de France au nord, la Monarchie catholique espagnole au sud) demande à être reconnu comme seul suzerain.
La conquête par l'Espagne de la partie ibérique du royaume de Navarre est initiée par Ferdinand le Catholique (à la fois roi d'Aragon et régent de Castille en 1512) et complétée par son petit-fils et successeur Charles Quint, dans une série de campagnes militaires de 1512 à 1529. Lorsque le pape Jules II déclara une Sainte Ligue contre la France à la fin de 1511, la Navarre tenta de rester neutre. Mais Ferdinand prit ce prétexte pour attaquer et conquérir la Navarre, alors que son protecteur potentiel, la France, était assailli par l'Angleterre, Venise et les propres armées italiennes de Ferdinand (guerre de la Ligue de Cambrai).
Après l'invasion castillane, plusieurs tentatives ont rapidement eu lieu pour reconquérir la Navarre, infructueuses en 1512 et 1516, et une campagne franco-navarraise à part entière en 1521. Toutes les tentatives furent vaincues par les Espagnols.
Le traité de Cambrai entre l'Espagne et la France en 1529 scella la division de la Navarre le long des Pyrénées. La Haute-Navarre est la partie annexée par la Castille, tandis que la Basse-Navarre est restée un royaume indépendant, gouverné par la maison d'Albret.

## Antécédents

### Intervention externe dans les affaires internes
La Navarre était empêtrée dans l'instabilité politique depuis le milieu du XVe siècle, à la suite de l'usurpation du roi consort Jean II d'Aragon, la noblesse de Navarre se divisant en deux factions se livrant à une guerre civile, à savoir les Beaumont (partisans du Prince de Viane puis de sa sœur Blanche, épouse du roi de Castille Henri IV) ; et les Agramont (partisans de la princesse Éléonore et de son mari Gaston IV de Foix). Cela a provoqué des ramifications dans l'ensemble du Pays basque, à l'intérieur comme à l'extérieur de la Navarre, et l'a rendue vulnérable aux ingérences extérieures. En 1461, la Navarre a été envahie par les troupes castillanes, entraînant la perte territoriale de la Sonsierra, ainsi que de plusieurs bastions. À partir de 1474, Isabelle de Castille et son époux Ferdinand d'Aragon (fils de l'usurpateur de Navarre Jean II), instituent une combinaison d'alliances et d'efforts militaires visant à assurer le contrôle des royaumes voisins. Cela comprenait la transformation de la Navarre en un protectorat de facto de Castille en 1476.
Le projet fut entravé par l'attitude énergique d'Éléonore à la mort de son père Jean II en 1479. Malgré un règne fugace elle assure la restauration de l'indépendance de la Navarre et la transmission du trône à son petit-fils François Fébus de Foix, sous la régence de la mère de ce dernier, Madeleine de France. Cependant, c'était sans compter sur l'apparition d'un nouveau compétiteur au nord des Pyrénées, le comte Jean de Foix qui avait également des aspirations sur la couronne, basées sur une loi salique étrangère à la Navarre.
La couronne, effectivement dirigée par Madeleine de France, tenta un équilibre diplomatique difficile depuis 1483 et la mort inopinée de François Fébus. De son côté, le roi Ferdinand II chercha parmi les magnats de Navarre des alliés, les trouvant en la personne de Louis de Beaumont, comte de Lérin et connétable de Navarre (marié à sa demi-sœur), qui a exigé de recevoir les places de Los Arcos et Laguardia. Ferdinand réussit également à acheter les services du vice-roi de Navarre, le cardinal Pierre de Foix, pour marier la jeune reine Catherine de Navarre avec Jean, prince de Castille-Aragon. Madeleine, informée de ses agissements, retire Pierre de ses fonctions et le remplace par l'infant Jacques de Foix. Enfin, un accord de mariage négocié avec Alain d'Albret ouvrit la voie à l'accession du jeune noble gascon Jean d'Albret ("Jean III") au trône de Navarre en février 1484, contrecarrant à nouveau les plans du roi aragonais. Cependant, beaucoup en Navarre ont contesté le mariage..
En 1488, Alain d'Albret aspire à épouser Anne de Bretagne, soutenant à son tour une alliance avec Castille-Aragon, l'Angleterre et la Bourgogne contre Charles VIII. En mars de cette année-là, Alain a signé les traités de Valence avec Ferdinand, comprenant des accords militaires pour la défense de la Navarre contre la France et la reconnaissance du Béarn comme souverain. Un accord de Madeleine avec Ferdinand, par laquelle Anne, la première-née des monarques navarrais épouserait Jean, prince des Asturies, ou tout petit-fils de Ferdinand et Isabelle, a conduit au couronnement à Pampelune de Catherine et Jean en 1494. Cependant, le comte de Lérin n'acceptera pas l'accord, provoquant une révolte. La couronne était maintenant résolue à l'écraser une fois pour toutes, lui et les autres rebelles, mais devait assurer le contrôle de toutes les forteresses du royaume à cette fin.
Le Béarn a offert un contingent de 1 000 archers, mais Ferdinand a mis en garde contre le soutien militaire de la principauté pyrénéenne. Les monarques navarrais ne purent à leur tour maîtriser le comte rebelle, qui resta en possession de plusieurs places fortes et sous contrôle castillan. Cependant, au début de 1495, la couronne avait réussi à l'expulser du royaume, à prendre le contrôle d'un certain nombre de bastions, à obtenir l'aval complet des tribunaux de Navarre, ainsi que l'allégeance d'un nombre important de partisans de Beaumont. Entre-temps, la nomination d'Antonio Pallavicini comme évêque de Pampelune devint un autre point de discorde avec Rome, car elle ne comptait pas avec l'approbation des monarques navarrais. L'accession de Louis XII au trône de France en avril 1498 a déclenché une hostilité mutuelle. Alain d'Albret a tenté de faciliter les relations en soutenant les ambitions de Louis XII d'épouser Anne de Bretagne, ainsi qu'en offrant sa fille Charlotte d'Albret au pape Alexandre VI comme épouse de César Borgia (1499). Les traités de paix qui ont suivi entre les couronnes de Navarre, de France et de Castille-Aragon ont inauguré une période de stabilité de 4 ans pour le royaume.

### Le comte de Lerín vaincu et la paix qui s'ensuit
Après la mort d'Isabelle de Castille en 1504, Ferdinand épousa de façon inattendue la princesse française Germaine de Foix, nièce de Louis XII et fille du prétendant au trône de Navarre Jean de Foix. Tout enfant issu du mariage de Ferdinand aurait droit à la couronne d'Aragon. Ferdinand voulait ainsi contrarier son gendre et successeur Philippe le Beau, le nouveau roi de Castille. Les monarques Catherine et Jean ont choisi de soutenir Philippe après l'expulsion de Ferdinand II de la politique castillane en juillet 1506, aboutissant au traité de Tudela de Duero. Ce mouvement a renforcé la couronne navarraise, mais lui a aliéné Louis XII. D'un autre côté, ils gagnèrent le soutien de l'empereur Maximilien Ier, père de Philippe, en particulier contre la France et le pape..
À partir de 1507, alors que Ferdinand administrait à nouveau la politique de Castille en tant que régent (Philippe était mort subitement), le provocateur comte de Lerín Louis Beaumont, allié clé de Ferdinand en Navarre, se révolta avec d'autres seigneurs. Cependant, l'autorité royale (Catherine et Jean III) prévint Ferdinand que cette fois aucune demande du comte ne serait acceptée et qu'aucune grâce ne serait accordée au comte de Lerín. Une faction de la noblesse castillane a commencé à tendre la main aux monarques navarrais contre Ferdinand II après la mort de Philippe. Cependant, ils sont restés prudents.. C'est en 1507, lors du combat pour Viana, que le condottiere Cesar Borgia, agent de Maximilien alors au service de son beau-frère Jean III, est tué par les soldats de Beaumont. En 1508, après une confrontation d'un an, la couronne lance une offensive pour réprimer la rébellion du comte. Lerín fut occupé et une grave défaite fut infligée à Louis qui s'exila et mourut bientôt en Aragon. La défaite du comte inaugura une période de paix et de stabilité pour le royaume; les tribunaux de Navarre ont unanimement mis fin à la confrérie de Navarre au début de 1510 au motif que « la justice régulière est bien établie, ce qui suffit pour maintenir le royaume en paix » ; la Fraternité, fondée en 1488, visait une mise en œuvre plus efficace de la justice et de la persécution du crime en Navarre.

### Les ambitions du roi Louis XII
Les relations entre Ferdinand et le roi Louis XII se sont améliorées après le mariage du premier avec Germaine de Foix. Le roi de France fait pression sur les Albrets pour qu'ils renoncent à leurs principautés hors Navarre (Béarn, Bigorre, comté de Foix, etc.) mais se heurte à leur refus. En 1507, le Parlement de Navarre nomma un groupe de travail diplomatique en France dirigé par Jean de Jaso, président du Conseil royal de Navarre (et père de François Xavier) et le cardinal Amanieu d'Albret. Le travail procédurier imposé était difficile, tout comme d'autres aspects diplomatiques. Louis XII convoite les territoires des Albrets pour son neveu Gaston de Foix et recourt au Parlement de Toulouse, qui émet un décret de confiscation. Lorsque les tribunaux de Navarre (les Trois États) et les États généraux du Béarn ont été confrontés à la possibilité d'une prise de contrôle française en 1510, une mobilisation militaire a été décrétée et un projet de loi adopté pour créer une confédération Béarn-Navarre et une défense commune permanente disposition contre les agressions extérieures.

### Préparation à l'invasion
À l'été 1510, la situation internationale a pris un tournant brutal dans les guerres d'Italie. Le nouveau pape Jules II était l'un des papes les plus ambitieux de l'époque. Il avait déclaré une Sainte Ligue contre Venise en 1508 et l'avait vaincue. Ensuite, les États pontificaux jusqu'alors alliés de la France sont entrés en guerre avec elle. Jules II a déclaré une nouvelle Sainte Ligue contre la France le 4 août 1511 après s'être rangé du côté du roi Ferdinand dans la lutte franco-espagnole pour le pouvoir en Italie. La Navarre a refusé d'adhérer et a déclaré sa neutralité. Ferdinand II déclare la guerre à la France en mars 1512 et déclenche les hostilités en Italie. Un mois plus tard, Gaston de Foix meurt à la bataille de Ravenne, ce qui signifie que l'épouse de Ferdinand, Germaine de Foix, peut à son tour revendiquer les territoires pyrénéens des Albrets. Le roi Louis XII, pris à son propre jeu, devient plus conciliant avec la reine Catherine et le roi Jean III, reculant sur ses revendications territoriales. Catherine et Jean III négocièrent aussi avec Ferdinand, qui entrelaça propositions et menaces avec le mouvement des troupes aux frontières de la Navarre. En février 1512, Ferdinand s'allia à l'Angleterre dans un mouvement prévoyant une intervention militaire dirigée par le marquis de Dorset sur le territoire royal français de Guyenne. Les autorités navarraises ont pris des dispositions pour la défense, tandis que Ferdinand a conçu un plan pour envahir le royaume. Cela comprenait un plan de propagande dans lequel la couronne navarraise serait étiquetée comme schismatique avec le soutien d'une bulle papale du pape Jules. Pour obtenir l'accord papal à cela, les diplomates castillans ont négocié avec Rome pendant des mois.

## Invasion castillane-aragonaise de 1512

### Invasion de la Navarre
En juin 1512, la tension monta lorsque la Sainte Ligue fit une pétition officielle pour envoyer des troupes anglaises et castillanes à travers la Navarre vers la France. Au même moment, une mission diplomatique navarraise envoyée en France s'entretenait avec Louis XII pendant un mois, tandis que Ferdinand menaçait de traverser la frontière si un accord était trouvé. Les pourparlers aboutirent au quatrième traité de Blois le 18 juillet 1512, prévoyant une assistance mutuelle pour maintenir la neutralité de la Navarre. Il a également attiré l'attention sur la menace anglaise à la France après leur débarquement à Pasaia, au Guipuscoa, territoire basque appartenant à la Castille. Le lendemain, Ferdinand a envoyé ses troupes à travers la frontière d'Alava en Navarre, commandé par Fadrique Álvarez de Toledo, duc d'Albe, qui avait participé à la conquête de Grenade. À ce moment-là, une milice du Guipuscoa s'était introduite en Navarre depuis le nord-ouest et avait capturé Goizueta, un village et une forteresse bordant le Guipuscoa le 10 juillet.
En quelques jours, les troupes castillanes s'avancèrent sans résistance vers la périphérie de Pampelune, où l'allié de Ferdinand, le comte de Beaumont, accueillit les troupes d'invasion dans son palais fortifié d'Arazuri. Les troupes d'assaut de l'expédition comptaient 6 000 vétérans, mais l'ensemble de l'expédition y compris l'arrière-garde s'élevait à 15 000. La population de Pampelune était inférieure à 10 000 habitants. Catherine et Jean III sont partis pour Tudela dans l'espoir de lever des troupes parmi les seigneurs loyaux, mais ont réussi à n'en recruter que 500. Accablés par la taille même de l'armée espagnole, les loyalistes ont viré à l'est vers Lumbier, et vers la Basse Navarre. Catherine, Jean III et leurs troupes se replient sur Orthez, dans le Béarn. Les murs extérieurs de Pampelune étaient fragiles et la menace d'un sac prononcée par le duc d'Albe planait sur la ville. En vue du retrait de la famille royale à Lumbier, les autorités locales se sont rendues le 25 juillet. Sans tarder, des messagers furent envoyés par les Castillans dans les principales forteresses de Navarre, exigeant qu'ils emboîtent le pas. La plupart d'entre eux se soumirent, à l'exception d'Amaiur (Baztan), d'Estella-Lizarra, de Tudela et de Saint-Jean-Pied-de-Port. Les autorités de Pampelune étaient tenues de vouer leur fidélité à Ferdinand, mais elles allèguent qu'elles ne pouvaient pas car elles avaient prêté allégeance à Catherine et Jean III, leur seigneurs naturels, et ils étaient toujours vivants. Fin août 1512, Ferdinand prétendait être roi de Navarre en droit: de jure propio.
Tudela à son tour a été assiégée et a résisté à l'assaut aragonais mené par Alphonse d'Aragon, un fils bâtard de Ferdinand II et archevêque de Saragosse, qui commandait 3 000 fantassins et 300 cavaliers. La détermination initiale des autorités locales loyales à la couronne navarraise fut affaiblie à cause de la bulle du pape et du désespoir de leur résistance, comme indiqué sur les lettres au roi par les défenseurs. La ville capitula le 9 septembre 1512 afin d'éviter le pillage, de nouvelles confiscations et de vaines effusions de sang. Alfonso a prêté serment de respecter les lois navarraises, suivant les instructions de son père Ferdinand.

### Contrôle castillan-aragonais du royaume
À la fin d'août 1512, pratiquement toute la Navarre ibérique était sous domination espagnole. Le duc d'Albe, commandant une force de 3 000 fantassins et 300 cavaliers appuyés par 400 artilleurs supplémentaires, occupa les vallées pyrénéennes d'Aezkoa, Salazar et Roncal. Ils ont traversé les cols pyrénéens en direction du nord, prenant par surprise la chapelle de Roncevaux et mettant le feu au village. Les forces castillanes dirigées par le colonel Villalba (ou le seigneur du parti Beaumont Martin d'Ursua, selon les sources) sont arrivées à Saint-Jean-Pied-de-Port le 10 septembre, pour constater que sa garnison sous le seigneur de Miossens abandonnait la forteresse. Les forces castillanes se mirent à piller, incendier et terroriser les villages de la Basse Navarre, tactique que le commandant castillan tenta de justifier dans ses lettres. L'Église semble avoir approuvé l'assujettissement de la population navarraise. Les Castillans exigèrent la soumission de tous les seigneurs de la Basse Navarre, tandis que le duc d'Albe ordonnait le démantèlement de toutes les maisons-fortes du territoire. Les vergers de la région de Saint-Jean-Pied-de-Port ont été abattus, laissant la population locale en difficulté pour sa subsistance. Le duc offrit à Catherine et Jean III de négocier à condition qu'ils envoient leur héritier présumé Henri à la cour de Castille. La demande a été accueillie par un refus catégorique.
Pendant ce temps, une armée française était stationnée à Bayonne (Labourd, en Guyenne) pour se prémunir contre d'éventuels mouvements anglais ou castillans. Ferdinand prévoyait toujours d'envahir la Guyenne, qui abrite à la fois les possessions d'Albrets et les terres royales françaises, ou du moins Bayonne, un port stratégique pour la Navarre. Cependant, le temps presse pour les Castillans de la Basse Navarre, à court de nourriture et de fournitures, et dans des conditions météorologiques défavorables. 1 000 soldats vétérans mécontents de Saint-Jean-Pied-de-Port se sont mutinés. Le duc d'Albe a négocié leur déplacement vers la zone la moins hostile de Burgui et de Salazar, brisant le soulèvement.

### Contre-attaque navarraise
À la mi-octobre, Jean III avait levé une armée de 15 000 Navarrais, Gascons et paysans prêts à contre-attaquer. Trois colonnes franco-navarraises s'avancèrent dans le Guipuscoa et le cœur de la Navarre. La première, dirigée par Odet de Foix assiégea Fontarrabie et Saint-Sébastien, et occupa un certain nombre de petites villes de la région. C'était pour détourner l'attention de toute tentative de secours castillan pour les troupes assiégées à Pampelune. Entre temps, fatigués du manque de fiabilité de Ferdinand II, les Anglais avaient décidé de quitter le théâtre de la guerre, après avoir saccagé un certain nombre de villages et de villes (Errenteria). La deuxième colonne, commandée par le duc de Longueville (gouverneur de Guyenne), accompagné du duc d'Angoulême (futur roi François Ier) et du duc de Bourbon, était constituée jusqu'à 8 000 Gascons, 1 000 Navarrais, 1 500 lansquenets et l'artillerie correspondante. Il partit de Peyrehorade, engagea les Castillans à Ainhize et les battit le 19 octobre. La troisième colonne, commandée par Jean III et La Palice, franchit les Pyrénées depuis Roncal et atteint Burgui. Craignant de voir couper ses communications avec Pampelune, le duc d'Albe se retira dans la capitale, laissant une garnison bien équipée à Saint-Jean-Pied-de-Port. Jean III s'avança de Salazar vers Pampelune qu'il assiégea. En apprenant la nouvelle de l'approche de l'armée navarraise, Estella et la forteresse de Villamayor de Monjardín se sont révoltées contre les occupants castillans.
À Estella, les rebelles dirigés par Juan Ramirez de Baquedano et Jaime Velaz de Medrano furent bientôt opposés par les forces de Pedro de Beaumont, soutenues par les Castillans, le duc de Nájera et le marquis de Comares. Les chefs navarrais ont pris une dernière position à la forteresse de Monjardin, mais finalement une capitulation a été signée. Or siège de Pampelune a duré en vain depuis un mois, mais l'arrivée de l'hiver et l'arrivée de renforts de Castille ont contrecarré toute perspective d'un réussite de l'opération. Les loyalistes se retirèrent et les troupes castillanes repartirent à travers les Pyrénées vers Saint-Jean-Pied-de-Port et la Basse Navarre, s'engageant régulièrement dans des escarmouches avec le Beaumontais baron de Luxe. Le 7 décembre 1512, un détachement de lansquenets de l'armée navarraise qui escortait douze pièces d'artillerie rencontra une patrouille menée par le gouverneur du Guipuscoa Juan de Silva au col de Belate. La milice du Guipuscoa a attaqué, provocant le désarroi, et les a poursuivis et massacrés en grande partie. L'escarmouche a ensuite été exagérée en une grande bataille, les canons saisis étant ajoutés en 1513 aux armoiries officielles du Guipuscoa.

### Réoccupation espagnole et conséquences
Dès décembre 1512, les affrontements se limitent à Saint-Jean-Pied-de-Port et son arrière-pays, toujours occupés par les Castillans. Entre le 13 et le 23 mars 1513, le Parlement de Navarre, réduit aux représentants du parti Beaumont qui s'étaient rangés du côté de la conquête castillane, fut appelé et accepta Ferdinand comme leur «seigneur et roi naturel». Ferdinand accepta à son tour de conserver les institutions et l'identité navarraises. Dans le même temps, le premier vice-roi castillan, Diego Fernández de Córdoba, a prêté serment de respecter la loi navarraise, connue sous le nom de fueros. Au départ, le royaume était attaché à Ferdinand - et donc à la couronne d'Aragon - comme un bien mérité, se repliant sur les bulles papales. L'Aragon était un royaume pyrénéen avec une composition institutionnelle confédérée similaire, par opposition à la Castille autoritaire. La pression castillane aboutit à la cession de la Navarre à la fille de la reine de Castille Isabelle, Jeanne de Castille, et à l'annexion du royaume basque à la Castille en 1515. Le 11 juin 1515, les Cortès de Burgos se réunirent. Aucun représentant navarrais n'y a assisté. Même le comte navarrais de Lérin Louis de Beaumont, complice de Ferdinand II jusque-là, protesta contre cette annexion à la Castille et fut incarcéré. L'annexion a été confirmée par Ferdinand le 7 juillet, prêtant serment de respecter les lois et les institutions de Navarre, le pactum subjectionis, attribuant simultanément au Conseil royal de Castille les attributions de statuer et d'administrer la justice sur les questions touchant la Navarre.
La Castille et la Navarre avaient des systèmes institutionnels et juridiques différents et des compositions sociales et ethniques différentes. Une fois que les militaires castillans et aragonais ont confirmé leur occupation de toutes les places fortes, le terrain a été pavé pour une prise de contrôle institutionnelle progressive marquée par le mouvement centralisateur de la couronne hispano-castillane. Ce fut la source de frictions et tensions fréquentes. Le diplomate et écrivain Niccolò Machiavel a anticipé une entente rapide et facile de Ferdinand II avec la France « à la seule condition de garder la Navarre, abandonnant à la place le duché de Milan pour sa proximité avec les Helvètes ».

## Construction du prétexte pour la conquête

### Réclamations légales
Ferdinand a souhaité présenter son intervention militaire comme légalement justifiée. Il a commandé un rapport aux juristes Antonio de Nebrija et Juan López de Palacios Rubios afin de faire valoir ses actions avec un large éventail de revendications sur le royaume basque. Au cours des décennies et siècles suivants, ces rapports devaient devenir un point de référence pour les débats sur la moralité de la conquête espagnole. Les deux savants agissaient en tant que serviteurs de leurs maîtres, le roi Ferdinand II et le duc d'Albe lorsqu'ils acceptèrent ces missions de propagande, comme l'a souligné l'historien Alfredo Floristan. López de Palacios développera plus tard la doctrine légitimant la conquête espagnole des Antilles. Fin août 1512, une fois la conquête du cœur de la Navarre achevée, Ferdinand publia une déclaration défendant son droit d'attaquer la Navarre selon la doctrine iure belli ou « guerre juste » adoptée par l'Église romaine en 1511. Avec Pampelune entre ses mains et la famille royale réfugiée en Béarn, Ferdinand justifia en outre sa revendication sur la couronne de Navarre par de iure propio, droit à part entière. Une autre revendication concernait un soi-disant « droit de passage » à travers la Navarre afin d'atteindre des objectifs militaires en Guyenne, soutenu par le droit divin de Ferdinand en tant que roi. Ferdinand a également affirmé qu'il «observait les traités internationaux» en envahissant la Navarre afin d'aider son alliée l'Angleterre. Une autre affirmation était que la lignée vasconnes commençant par Eneko Arista (824–851) était une usurpation sur les droits légitimes du royaume de Castille, héritier présumé du royaume wisigoth via le royaume des Asturies, les Wisigoths étant les titulaires du Fœdus de 418 de l'empereur romain Honorius. pour Hispanie. Enfin, Ferdinand a avancé un certain nombre de revendications au trône navarrais liées à son mariage avec Germaine de Foix, et à son, père Jean II d'Aragon.

### L'intervention du pape
Ferdinand est informé par des espions de l'avancement des négociations entre les diplomates navarrais et Louis XII à Blois. À la veille de l'invasion, le 17 juillet 1512, Ferdinand fait circuler un faux projet de traité de Blois, signé le 18 juillet. Cela visait à salir les deux parties. La pastorale Ille Caelestis, émise par le pouvoir papal, publiée le 21 juillet, trois jours seulement après le début de l'invasion, autorisait Ferdinand à faire la guerre aux ennemis de l'Église et à revendiquer leurs terres et leurs sujets à condition qu'ils se trouvent en dehors de l'Italie, ce qui s'appliquerait à la France de Louis XII et à la couronne «hérétique» de Navarre. Cette disposition a été ajoutée à l'instigation de Ferdinand en décembre 1511.
Le 5 juin 1512, Ferdinand avait adressé une lettre au pape Jules II le pressant d'émettre une bulle excommuniant « tout le monde dans le royaume de Navarre et la principauté de Béarn » et lui attribuant la Navarre, ou à défaut, le droit de la reprendre, et en faisant appel aux propres intérêts du Pape en Espagne. « Vous avez juste besoin d'un rouleau et de l'encre », ajouta-t-il. Le 7 juin 1512, Ferdinand adressa une autre lettre à son ambassadeur à Rome le pressant de publier les bulles le plus tôt possible, car « notre armée est en place et l'artillerie prête à envahir la Navarre ».
Cependant, la couronne navarraise n'a pas été citée explicitement dans la bulle Pastor Ille Caelestis. Faisant écho à la revendication de Ferdinand à la fin d'août 1512, la bulle papale Exigit Contumatium fut publiée six mois plus tard, le 18 février 1513. Catherine et Jean III furent qualifiés de schismatiques et donc indignes titulaires du titre royal, les excommuniant et confisquant leurs propriétés. Les membres du Parlement de Navarre participant à la session tenue à Pampelune du 13 au 24 mars 1513 acceptèrent Ferdinand II comme roi.
Si l'ambition de conquérir des royaumes n'est absolument pas sans faute, comme les rois devraient plutôt protéger leurs frontières au lieu d'envahir les frontières étrangères, cependant, il arrive parfois qu'ils soient obligés par nécessité d'entreprendre une guerre manifestement nécessaire, qui serait autrement injuste (…), mais comme il serait pire que les méchants l'emportent sur les justes, il est tout à fait approprié que la nécessité rend le plus légitime un cas autrement injuste Antonio de Nebrija. 1545 (posth.). De bello Navariense.

### Ordre nouveau construit sur d'anciennes structures
Malgré le soutien papal à ses actions, Ferdinand (et ses successeurs) était hanté par des allégations de tyrannie et d'usurpation, et ces préoccupations allaient laisser une empreinte dans le statut de la Navarre après l'invasion. Ferdinand s'est arrangé pour présenter l'invasion comme un simple changement dynastique, essayant de cacher le fait de la prise de contrôle militaire. Bien que la Navarre soit considérée comme un « bien mérité » pour la libre disposition de Ferdinand, les subjections du pactum ont été appliquées - le serment de respecter la loi et l'identité navarraise. La Navarre n'était pas Grenade, qui était considérée non seulement comme une conquête légitime selon les normes catholiques romaines, mais comme une « reconquête » du royaume wisigoth. De l'autre côté, la Navarre était largement considérée comme un ancien royaume chrétien, avec institutions et une identification enracinée de sa population avec l'ordre social indigène. Prior tempore, potior iure, ou «plus tôt dans le temps, plus fort en droit»: le royaume était plus fort que la couronne elle-même.

## Tentative de reconquête (1516)

### Occasion de reconquête à la mort de Ferdinand
En 1516, Ferdinand était mort et son petit-fils de seize ans par Isabelle, Charles d'Autriche, était monté sur le trône de Castille et d'Aragon. Cependant, en 1516, il vivait encore aux Pays-Bas bourguignons sous l'influence de son autre grand-père l'empereur Maximilien. Jean III de Navarre a vu une occasion de reconquérir la Navarre. Il leva une armée à Sauveterre-de-Béarn composée de deux colonnes, l'une commandée par lui-même et l'autre commandée par le maréchal Pierre de Navarre. Cette petite armée visait à atteindre Sangüesa et Lumbier, et y provoqua un soulèvement contre les Castillans. La première colonne dirigée par Jean III ne parvient pas à vaincre la garnison castillane occupant St-Jean-Pied-de-Port, tandis que la seconde ne réussit pas plus. Pierre s'avança vers Roncevaux le 12 mars 1516, mais le cardinal Cisneros avait été informé des intentions navarraises et fit attendre le colonel Villalba à Roncevaux. Pierre décida à son tour d'éviter Roncevaux en passant par Salazar et Roncal, mais le temps et le peu de sympathie manifestés par la population locale (à l'exception de Roncal) érodèrent la colonne de 600 hommes. La colonne fut engagée dans la bataille et vaincue. par le colonel Villalba près d'Isaba, dans la vallée de Roncal, et les survivants faits prisonniers. Pierre a été assassiné des années plus tard (1523) alors qu'il était détenu à Simancas, bien que cela ait été présenté comme un suicide. Apprenant la défaite Jean III retourne en Béarn et meurt peu après.

### Échec de l'expédition
Parmi les capturés se trouvaient plusieurs seigneurs, dont Valentin de Jaso, cousin de François Xavier. Les prisonniers ont été emmenés à Atienza et enchaînés avec privation de communication. Des mesures de sécurité extrêmes ont été prises et aucun Navarrais n'a été autorisé à entrer dans la ville, tout résident hébergeant un Navarrais ou ne signalant pas sa présence étant passible d'une amende de 1 000 maravedis et de deux ans d'emprisonnement. Les 7 seigneurs navarrais Agramont survivants ont finalement été libérés sur acceptation de leur soumission, mais ils ont tous rejoint l'expédition franco-navarraise de 1521 commandée par le général Esparros. Cette tentative de reconquête échoua donc et, le 14 août 1516, le traité de Noyon fut signé entre François Ier de France et Charles d'Autriche, dans lequel Charles accepta, dans le cadre d'un accord plus large, de reconsidérer ses droits sur le royaume de Navarre et d'écouter les envoyés de la reine Catherine. Cependant, les tensions franco-espagnoles montèrent à nouveau, Catherine mourut à son tour au début de 1517 et les dispositions sur la Navarre énoncées dans le traité ne furent jamais appliquées. Les discussions se sont poursuivies entre les diplomates navarrais et Charles d'Autriche pour parvenir à un accord sur un mariage entre la sœur de Charles Éléonore et le nouveau roi de Navarre, Henri II. Le Parlement de Navarre à Pampelune, assisté uniquement par les membres du parti Beaumont, exigea le rattachement à la Haute Navarre de la « Navarre côtière », les districts basques mieux connus sous le nom de Biscaye jusqu'au début du XIXe siècle.

### La répression de Cisneros
Le cardinal espagnol Cisneros agissait en tant que régent pour l'empereur Charles nouvellement proclamé. En tant que tel, en 1517, il décréta que tous les châteaux navarrais soient abattus pour empêcher une future résistance. La répression visait, selon les termes du cardinal Cisneros, à « subjuguer et contraindre [la Navarre] davantage, de sorte que personne dans ce royaume n'ose ou n'ose se rebeller ». Imitant la décision royale de 1502 en Castille — les détails de la décision ne sont pas bien connus — les autorités impériales espagnoles ont décrété la conversion forcée ou l'expulsion des musulmans navarrais vivant à Tudela et dans ses environs, probablement le 1er mai 1516. Cependant, en 1516, beaucoup d'entre eux avaient émigré à la suite d'exactions imposées pendant des décennies. Les musulmans ont émigré de Navarre jusqu'en 1520, et beaucoup d'entre eux se sont installés en Aragon, où ils ont trouvé un abri temporaire jusqu'à leur expulsion de 1526.
[…] Don Pedro de Navarra, qui ne jurerait pas Charles comme son roi, […] parce qu'il n'est pas né en Espagne, ni membre de la maison royale de Castille par la lignée de son père, il ne doit pas lui jurer, et qu'il a été forcé de garder cette foi en bon gentleman, celle donnée à Don Juan de Labrit et Doña Catalina, le propriétaire de Navarre, et sa patrie. - Pedro de Navarra, maréchal de Navarre, refusant en prison l'offre de Charles V de rejoindre les forces impériales (vers 1520).
Le cadre institutionnel de Navarre a été préservé après l'invasion de 1512. Après la mort de Ferdinand II d'Aragon en janvier, le Parlement de Navarre s'est réuni à Pampelune, exhortant Charles Quint, 16 ans, à assister à une cérémonie de couronnement dans la ville selon la tradition. Les envoyés du Parlement ont été accueillis avec l'indifférence totale, sinon le mépris de l'empereur. Il a refusé d'assister à toute cérémonie et a déclaré : « disons que je suis heureux et [la proposition de proclamation] me plaît ». Finalement, le Parlement s'est réuni en 1517 sans Charles V, qui était représenté par le duc de Najera. Charles a prononcé une série de promesses, tandis que le Parlement a continué à soumettre des griefs et des demandes de dommages-intérêts à l'empereur, un total de soixante-sept. Le deuxième vice-roi de Navarre, Fadrique de Acuña, fut déposé en 1515; probablement pour avoir transmis les griefs. Les contradictions dans les documents relatifs au prétendu serment de l'Empereur en 1516 indiquent une manipulation contemporaine des archives.

## Expédition franco-navarraise de 1521

### Nouveaux espoirs pour une nouvelle génération
En 1520 et 1521, la Castille fut affaiblie par la révolte des Comuneros. La couronne d'Aragon souffrait également de difficultés économiques en raison de la révolte des Germanias. En conséquence, la nouvelle situation de l'Espagne a été considérée comme une fenêtre d'opportunité européenne par le roi François Ier de France. Pendant ce temps, le jeune roi Henri II de Navarre, basé en Béarn, a vu un moyen de reconquérir la Navarre. Profitant des synergies avec la France, Henri a commencé à lever une armée de 12 000 hommes, principalement des Gascons et des exilés navarrais. Cette armée franco-navarraise était commandée par le général André de Foix, baron d'Esparros, cousin de Henri II. Elle se composait de 12 000 fantassins, 800 chevaliers montés et 29 pièces d'artillerie. Le vice-roi castillan de la Navarre occupée, Antonio Manrique de Lara, duc de Nájera, a été pris au dépourvu. Le duc était chargé de garder les terres navarraises conquises en 1512, mais il avait déplacé le gros de ses troupes loin de Navarre pour réprimer la révolte des Comuneros dans son territoire natal de Castille. Les rumeurs d'une invasion «française» s'étaient répandues, l'ancien noble comunero Pedro Girón avertissant de l'invasion imminente en avril 1521. En colère contre la prise de contrôle castillane des institutions ecclésiastiques, administratives et judiciaires de Navarre, les Navarrais se levèrent pour soutenir Henri II en apprenant la nouvelle de l'expédition d'Esparros. Des bandes de volontaires furent créées dans de nombreux endroits pour expulser les Castillans. Alors que l'armée franco-navarraise approchait de Pampelune, les citoyens se révoltèrent et assiègent le gouverneur militaire castillan, Ignace de Loyola, dans son château nouvellement construit. La garnison se rend après quelques jours de résistance fin mai 1521 lors de la bataille de Pampelune. En moins de trois semaines, toute la Navarre a été reconquise. Pourtant, tout n'était pas réglé. L'absence d'Henri II, alors âgé de 18 ans, inquiète la population (le roi est alors représenté à Pampelune par l'évêque Charles de Gramont). De plus, les troupes dirigées par le général Esparros se sont livrées au pillage à leur arrivée à Viana, laissant beaucoup de gens en colère et déçus par une expédition destinée à les libérer. L'armée franco-navarraise a ensuite quitté le territoire ami pour se rendre en Castille, traversant l'Èbre et assiégeant la ville de Logroño, où le comte de Lérin était stationné avec une force de 4 000 hommes.

### Contre-attaque castillane
Malheureusement pour le roi de Navarre et les Français, la révolte des Comuneros avait été écrasée lors de la bataille de Villalar en avril. Non seulement le gouvernement castillan était en mesure de renvoyer ses soldats en Navarre, mais un grand nombre de nobles castillans qui avaient soutenu les comuneros ou hésitaient entre les deux camps avaient maintenant l'occasion de prouver leur fidélité à la Castille. De nombreuses villes autrefois contrôlées par les rebelles ont également envoyé des soldats en Navarre. Soutenu par une Castille soudainement réunifiée, une armée de 30 000 hommes s'approche de la Navarre. Le 11 juin, Esparros abandonne son siège de Logroño et se retire à Tiebas, en Navarre. Esparros a désespérément demandé des renforts au Béarn, mais Henri II a refusé la demande, ne voulant vraisemblablement par complètement dégarnir le Béarn. Les Franco-Navarrais sont finalement complètement vaincus à la bataille de Noain près de Pampelune, le 30 juin 1521. Les forces franco-navarraises ne disposent pas de suffisamment d'artillerie pour se défendre et sont dépassées en nombre par plus de deux contre un. Les pertes françaises et navarraises comptaient plus de 6 000 morts, et le général Esparros fut capturé, et libéré en échange d'une rançon de 10 500 ducats et de la reddition de Pampelune. Les décès castillans étaient compris entre 50 et 300. La victoire a été suivie par une occupation dans laquelle les Navarrais étaient soumis à des abus, des pillages, la marginalisation et l'exil. Cette situation a engendré le désespoir chez de nombreux Navarrais, avec de nombreux seigneurs optant pour changer de camp pour les Castillans victorieux. Les Castillans n'ont pas cédé et ont continué à envoyer des renforts dans la région alors que Charles V et la France entraient en guerre à travers l'Europe.

## Dernières opérations militaires

### Succès franco-navarrais sur la côte et le nord de la Navarre
La défaite de Noain étant encore fraîche, les rois Henri II de Navarre et François Ier de France se sont à nouveau alliés pour riposter. Cette fois à la périphérie nord de la Navarre, s'attendant probablement à ce que les Espagnols soient épuisés militairement et financièrement par leur activité de guerre implacable. Fin septembre 1521, l'armée franco-navarraise se divisa en deux colonnes et s'avança vers la Bidassoa. La première colonne, composée de Navarrais, Normands et Gascons du parti Agramont, était basée au Labourd (en territoire royal français), tandis que la seconde, formée par l'infanterie allemande, gasconne et normande, partait de Saint-Jean-Pied -de-Port, alors encore aux mains des troupes fidèles à Henri II. Au total, 27 000 combattants étaient sous le commandement de Guillaume Gouffier de Bonnivet. La plupart des troupes étaient levées dans les possessions normandes et pyrénéennes des Foix-Albret. Après avoir pris le contrôle de Roncal, la deuxième colonne se dirigea vers l'ouest le long de la chaîne des Pyrénées et captura Roncevaux. La force franco-navarraise s'approche de la forteresse d'Amaiur, assiégeant la forteresse que les Castillans venaient de renforcer. Le 3 octobre 1521, les Castillans capitulèrent en échange d'un libre passage en Castille. Les troupes de Guillaume Gouffier se sont ensuite dirigées vers le Labourd puis vers Behobia, capturant la forteresse d'Urantzu et investissant la forteresse côtière de Fontarrabie à la pointe du Gipuzkoa. Cette place forte fut prise le 12 octobre 1521 (selon d'autres sources le 6 octobre). Les Franco-Navarrais dominaient ainsi une zone s'étendant du col de Belate jusqu'à l'embouchure de la Bidassoa.
En mai 1522, les forces espagnoles commencent à rassembler à Pampelune les fonds et les troupes nécessaires pour répondre. Avant le déclenchement de l'expédition castillane vers la vallée de la Bidassoa, les milices du Gipuzkoa appuyées par 1000 lansquenets battent les Franco-Navarrais à la forteresse d'Urantzu (30 juin 1522, bataille de San Marcial).
En juillet 1522, l'empereur débarqua à Santander avec 4 000 lansquenets. De nombreux Basques de Biscaye proprement dite, du Guipuscoa, d'Alava et même de Navarre se joignirent aux forces de Charles Quint, de même qu'un certain nombre d'Aragonais.

### Chute d'Amaiur
Tandis que Charles Quint prenait des dispositions militaires, il publia également un décret pardonnant à de nombreux membres du parti Agramont bannis et exilés fidèles à Henri II. Charles Quint semble avoir suivi la tactique de Ferdinand II, le pardon partiel était étroitement lié à la répression, comme un nouvel ordre de démanteler Agramont et d'autres forteresses navarraises restantes, en plus de traduire en justice les dirigeants d'Agramont fidèles au roi Henri II pour lèse-majesté. Le 4 juillet 1522, une expédition castillane de 7 000 hommes partit de Pampelune et, le 15 juillet, le château d'Amaiur fut assiégé. La forteresse était défendue par 200 fidèles chevaliers navarrais commandés par Jaime Velaz de Medrano, le rebelle de 1512 d'Estella. Cependant, aucune force de secours n'arrive et elle tombe finalement aux mains du comte de Miranda le 19 juillet 1522. Après la capitulation d'Amaiur, des ordres ont été donnés pour démolir la forteresse et niveler le terrain et détruire un certain nombre de maisons appartenant à des sympathisants d'Agramont, ainsi que d'incendier l'abbaye d'Urdazubi. Un monolithe commémoratif se dresse maintenant sur le site de la forteresse. Les 39 seigneurs navarrais d'Amaiur survivants ont été emmenés à Pampelune et retenus captifs dans la forteresse Saint-Nicolas. Outre leur chef Jaime Velez de Medrano, se trouvaient Miguel de Jaso, seigneur de Xavier, et le frère aîné de François Xavier. Ils ont été emprisonnés à Pampelune et Jaime et son fils ont été empoisonnés. Miguel de Jaso a réussi à s'échapper vêtu de vêtements de femme; il rejoignit son frère Jean de Jaso et la garnison de 3 000 hommes de Fontarrabie (1 000 Navarrais et 2 000 Français). La garnison a inclus Claude de Lorraine comme l'un de ses commandants.

### Attaque de Charles Quint au nord des Pyrénées
Au plus fort de la campagne de François Ier et d'Henri II, le roi de Navarre a fait un geste symbolique: il a appelé les États généraux de Navarre à Saint-Palais, se réunissant le 18 août 1523 à l'église Saint-Paul. Le roi a prêté serment quelques jours plus tard pour respecter les lois navarraises (fueros) et a réorganisé l'administration navarraise selon le contrôle territorial réel. Charles Quint sentait que son autorité en Navarre était défiée et a conçu un plan pour soumettre Henri II et François Ier, et enfin supprimer la résistance navarraise. Son plan ambitieux visait à envahir la Basse Navarre, Bayonne et Fontarrabie après la capture d'Amaiur. Il se rendit en personne à Pampelune pour observer la situation (octobre 1522). Le vice-roi d'Aragon s'avança à Oloron dans le Béarn et assiégea la ville, tandis que l'armée du prince d'Orange Philibert de Chalon entrant en Labourd, pillait Saint-Jean-de-Luz et Biarritz, mais échoua à surprendre Bayonne, défendue par Odet de Foix. Frustré par cet échec, Philibert ravage Ustaritz et se porte en Basse Navarre où il se fortifie et reçoit des renforts de Pampelune. Il lance alors une série d'attaques contre le château de Bidache qui est pris et incendié puis contre le château de Mauléon qui capitule… Le 13 décembre Philibert entre en Béarn et assiége Sauveterre qui capitule aussi. Il est rejoint par les forces aragonaises qui avaient échoué à prendre Oloron. Il menace Orthez mais ne s'avança pas plus avant. Philibert entame son retour vers le Guipuscoa, non sans piller et incendier les localités de Sorde, Peyrehorade et Hastingues. Une partie de ses troupes est prise dans une escarmouche des hommes d'Odet de Foix à Saint-Pée (2 janvier 1524). Le 18 janvier Philibert était de retour au Guipuscoa.
Entre temps, le 15 décembre 1523, Charles Quint délivra une nouvelle grâce, cette fois incluant la plupart des dirigeants navarrais d'Agramont, à l'exception de 152 personnalités, dont certaines combattaient toujours à Fontarrabie.

### Chute de Fontarrabie
Finalement, les forces impériales concentrèrent toutes leurs forces sur le siège de Fontarrabie qui résistait toujours.
Le 19 février 1524, les forces navarraises commandées par Pedro de Navarra, fils du maréchal navarrais assassiné, capitulent finalement devant Iñigo Fernandez de Velasco, son propre oncle. Le 29 avril, Charles a décrété une grâce générale définitive, les défenseurs de Fontarrabie quittant leur poste après pratiquement deux ans de siège. Le pardon fut justifié devant l'empereur le 3 mai lors d'une cérémonie tenue à Burgos. Les chefs navarrais se virent promettre une restitution de leurs propriétés, mais seulement après avoir juré fidélité à Charles V. Finalement, certains des défenseurs des postes ont été attribués à la cour Charles Quint - mais loin de Navarre - et leurs propriétés ont été partiellement ou entièrement restaurées, mais non sans problèmes. Avec cette reddition, la résistance navarraise à l'occupation hispano-castillane reçut son coup final. Les affrontements militaires localisés étaient désormais confinés aux franges sud de la Basse Navarre.

### Derniers développements
L'énorme défaite subie en Italie par la France avec la capture des roi François Ier et d'Henri II à la bataille de Pavie en février 1525, scella la division de la Navarre.
La même année, une attaque espagnole reprit St-Jean-Pied-de-Port, qui fut occupé par les Espagnols pendant encore près de deux ans.
Alors qu'Henri II réussit à s'échapper de sa prison italienne, le traité de Madrid le 14 janvier 1526 et le traité de Cambrai en 1529 confirmèrent le contrôle espagnol sur la partie ibérique de Navarre, François Ier s'engageant personnellement à refuser l'aide à Henri II.
Celui-ci, revenu d'Italie libre, reprit toutefois la lutte avec ses seuls moyens. En 1527, le seigneur de Luxe et Étienne d'Albret, seigneur de Miossens, reprirent définitivement Saint-Jean-Pied-de-Port et sécurisent la Basse-Navarre, partie navarraise située au nord des Pyrénées.
À l'exception d'un avant-poste à Luzaide, la région a été abandonnée par les Espagnols. Les affrontements s'arrêtèrent en 1528, les troupes espagnoles ayant renoncé à y reprendre pied, après 1528, en raison du manque d'intérêt de Charles Quint et des difficultés à la défendre.

## Conséquences

### Prise de contrôle institutionnelle pendant l'occupation
Les grâces successives décrétées par Charles Quint avaient pour but de contribuer à l'intégration de la Navarre dans l'Espagne des Habsbourg. Une série de pardons au clergé qui s'était rangé du côté des monarques navarrais fut également décrétée, la première juste après l'invasion de 1512. Cependant, la méfiance à l'égard de la loyauté des Navarrais s'est maintenue tout au long du XVIe siècle alors que la Navarre protestante et indépendante existait au nord des Pyrénées, avant son absorption en France en 1620. Les avoirs confisqués aux sujets fidèles à Henri II ont commencé à être restitués, mais les procédures ont été semées d'embûches, ont été accompagnées de persécutions judiciaires et ont été accompagnées de peines exemplaires pour les chefs du parti d'Agramont. Si aucun brûlage de livres n'est attesté, comme ce fut le cas lors du suivi de la conquête de Grenade à Oran (sur ordre du cardinal Cisneros), il manque un grand nombre de livres, de registres et d'archives; ceux-ci concernent la jurisprudence, la comptabilité, les nominations, les sessions du Parlement et du Conseil royal, ainsi que les titres de propriété de la période antérieure à l'invasion de 1512, du milieu du XVe siècle au début du XVIe siècle, les archives ayant repris en 1512.
Les dossiers relatifs à la période précédente semblent avoir été saisis par la monarchie espagnole ou ses autorités nouvellement désignées. La grande majorité de la population parlait basque et était pour la plupart analphabète, comptant sur un notaire bilingue qui pouvait écrire en roman (une variante navarraise fusionnant avec le castillan) ou en latin, mais une obligation de réenregistrer les titres de propriété devant les autorités castillanes a été imposée. À défaut d'enregistrement, la propriété de l'exploitation a été invalidée et a fait l'objet d'une confiscation en faveur de l'occupant. La Navarre est restée en état d'occupation militaire jusqu'au moins jusqu'en 1530. Tous les postes du gouvernement du royaume ont été repris par des personnes nommées castillanes, à savoir les évêques, les vice-rois et le personnel administratif des Tribunaux royaux, du Conseil royal, de la Chambre des comptes (Comptos) et la curie. Pampelune, et d'autres villes navarraises étaient garnies par des troupes castillanes ou contrôlées par la Castille. Les ecclésiastiques navarrais ont été empêchés de s'élever au poste d'abbé ou au-dessus. Les Navarrais montrant un comportement soumis ont été occasionnellement gardés ou nommés comme fonctionnaires. Depuis la conquête espagnole, chaque fois qu'une vacance d'évêque se produisait, soit le chapitre de la cathédrale de Pampelune, soit plus tard la Députation, demanderait un évêque navarrais, mais en vain. Par exemple, en 1539, un rapport détaillé insistait sur le choix d'un ecclésiastique indigène pour le poste sur un certain nombre de comptes, l'un d'eux étant qu'il pouvait parler basque et serait obéi par ses sujets, « pour son origine natale et parce que le peuple basque, la partie principale du royaume, aime comme aucune autre nation sa propre nature et sa propre langue ». Le rapport a été refusé sans explication et un évêque castillan a été nommé. L'historien de l'Église Goñi Gaztanbide (Historia de los Obispos de Pamplona, 1985) est catégorique dans sa critique, dénonçant « l'assimilation castillane de l'Église de Navarre à tous les niveaux », au point de considérer qu'elle était soumise à un régime colonial.

### Hérésie dans un contexte politique
Les Navarrais ont continué à tourner les yeux vers leurs frères du nord et la Navarre indépendante d'Henri II avec le Béarn. La Navarre, comme le Guipuscoa, est devenue un point chaud de pénétration des idées protestantes dès 1521, lorsque l'Inquisition espagnole a saisi et incendié un certain nombre de livres. Une interdiction a été imposée de les lire, ou même d'écrire ou de prêcher contre les doctrines protestantes, afin d'éviter d'attirer l'attention sur leurs revendications. En 1525, peu après les deux campagnes de reconquête ratées d'Henri II, les premières allégations de sorcellerie furent lancées par le diplômé Balanza, membre du Conseil royal et commissaire aux enquêtes sur la sorcellerie pour la Navarre. Il a envoyé des lettres à l'évêque castillan de Pampelune, Jean de Rena (un administrateur militaire compétent, mais non ordonné pour des fonctions religieuses). Balanza a affirmé qu'il existait « tellement de mal » dans un certain nombre de vallées du sud des Pyrénées - à partir de Salazar et Roncal, à Burguete (Auritz), Baztan, Bortziriak, Malerreka (à Pampelune) - situé à l'arrière du St-Jean- Front du Pied-de-Port en Basse Navarre, et théâtre de guerre actif quelques années ou quelques mois auparavant, « il ne faut pas que ce soit moi qui en ai conscience ». Après son enquête et les procès qui en ont résulté, qui se sont déroulés entre janvier et août 1525, 30 à 40 personnes, pour la plupart des femmes, ont été condamnées et brûlées vives par les autorités d'occupation ; d'autres sources en indiquent 200. 43 autres ont été dépouillés de leur propriété.

## Épilogue
Les doutes sur l'occupation de Navarre ont perturbé Charles Quint jusqu'à la mort. Il tenta de trouver un compromis qui convienne à la fois à ses ambitions et aux monarques de Navarre. À cette fin, il a essayé de marier son fils et successeur Philippe II d'Espagne à l'héritière de Navarre, Jeanne d'Albret, en 1539, soulignant sa grande formation et son intelligence. Ces tentatives ont finalement échoué, mais Charles Quint a laissé des instructions à Philippe II sur sa volonté de rendre la Navarre, « suivant sa conscience ». Cela ne s'est jamais produit.
Les liens étroits avec la France se renforcent après 1589, avec l'accession au trône d'Henri IV (roi de France), aussi Henri III roi de Navarre, dont le fils Louis XIII décide l'absorption de la Navarre et du Béarn par la France édit de Pau en octobre 1620. En tant que division administrative, le royaume de Navarre cesse d'exister en 1790.